# Polymerurus longicaudatus
Polymerurus longicaudatus är en djurart som tillhör fylumet bukhårsdjur, och som först beskrevs av Tatem 1867.  Polymerurus longicaudatus ingår i släktet Polymerurus och familjen Chaetonotidae. Inga underarter finns listade i Catalogue of Life.